# 밀튼 프롬
밀턴 프롬(Milton Frome, 2월 24일 ~ 1989년 3월 21일)은 미국의 배우이다.
필라델피아에서 태어났으며 우들랜드힐스에서 사망하였다. 포리스트 론 메모리얼 파크에 매장되었다.

## 출연 작품
- 쉐기 D.A. (1976년)
- 넥스트 스톱 그린위치 빌리지 (1976년)
- 세계에서 가장 힘센 남자 (1975년)
- 위치 웨이 투 더 프론트 (1970년)
- 제12순찰대 (1968년)
- 위드 식스 유 겟 애그롤 (1968년)
- 추바스코 (1968년)
- 발렌타인 데이의 대학살 (1967년)
- 배트맨 (1966년)
- 닥터 골드풋 앤 더 비키니 머신 (1965년)
- 보석 같은 가족 (1965년)
- 걸 해피 (1965년)
- 사고뭉치 간호조무사 (1964년)
- 아이드 래더 비 리치 (1964년)
- 틱클리시 어페어 (1963년)
- 너티 프로페서 (1963년)
- 심부름 소년 (1961년)
- 제발 데이지는 먹지 마세요 (1960년)
- 신더펠라 (1960년)
- 고, 자니, 고! (1959년)
- 델리케이트 딜리퀀트 (1957년)
- 파드너스 (1956년)
- 더 걸 캔트 헬프 잇 (1956년)
- 세븐 리틀 포이스 (1955년)
- 딕 트레이시스 G-멘 (1939년)

### 텔레비전
- 119 구조대 (1972년)
- 비버리 힐빌리즈 (1962년)
- 디즈니랜드 (1954년)
- 샌포드 앤 선 (1972년)